# Viktor Apfelbeck

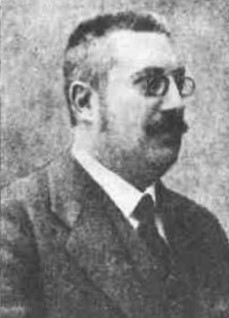
Viktor Apfelbeck

Viktor Apfelbeck (* 18. April 1859 in Eisenerz, Hzgt. Steiermark; † 1. Mai 1934 in Sarajevo) war ein österreichisch-jugoslawischer Entomologe und Museumskurator.
Nach einer Tätigkeit als Förster in Ludbreg (heute Kroatien) kam er 1887 nach Sarajevo, wo er zunächst ebenfalls als Förster, dann ab 1890 bis zu seiner Pensionierung 1925 als Kurator des Bosnisch-hercegovinischen Landesmuseums  tätig war. Dort legte er eine umfangreiche Sammlung von in Südosteuropa heimischen Insekten an. Er ist Autor zahlreicher insektenkundlicher Artikel in Fachzeitschriften und entdeckte einige neue Arten, unter anderem mehrere südosteuropäische Vertreter der Rüsselkäfer-Gattung Phyllobius.

## Werke
- Die Käferfauna der Balkanhalbinsel, Band 1: Familienreihe Caraboidea, 1904 (keine weiteren Bände erschienen). Rezension zu Band 1 in Insekten-Börse 21 (1904), S. 162-164 (von Paul Born).